# Мистецька премія «Київ»
Мисте́цька пре́мія «Ки́їв» — щорічна премія Київської міської державної адміністрації та Координаційної ради Національних творчих спілок України, заснована у 2001 році з метою популяризації найкращих здобутків митців Києва. Вважається другою за престижністю відзнакою митців в Україні, після Шевченківської.
На здобуття висуваються нові оригінальні твори, що створені впродовж трьох останніх років, але не пізніше ніж за півроку до їх висунення на премію, одним або групою (до 3 осіб) митців, які живуть і працюють у Києві. Переможців визначають спеціально створені організаційні комітети і журі для кожної із номінацій. Висунення кандидатів здійснюється організаційним комітетом премії за листом-поданням творчих спілок, наукових установ вищих навчальних закладів міста Києва, закладів культури і мистецтв, театрально-видовищних і театрально-концертних організацій і підприємств, видавництв, редакцій газет і журналів. Матеріали подаються до організаційного комітету до 10 лютого поточного року за адресою: 01004, Київ, бульвар Тараса Шевченка, № 3, Департамент культури виконавчого органу Київської міської ради. 
Номінації
- у галузі літератури — імені Євгена Плужника;
- у галузі кіномистецтва — імені Івана Миколайчука;
- у галузі музичної композиції — імені Артемія Веделя;
- у галузі театрального мистецтва — імені Амвросія Бучми;
- у галузі образотворчого мистецтва — імені Сергія Шишка;
- у галузі журналістики — імені Анатолія Москаленка;
- у галузі народного декоративного мистецтва — імені Сергія Колоса[c];
- у галузі хореографічного мистецтва — імені Павла Вірського[d];
- у галузі циркового мистецтва — імені братів Василя та Олександра Ялових[e].

## Присудження і вручення
Журі кожної з номінацій визначає до 30 квітня поточного року переможців конкурсу. Переможцям премії вручається диплом, нагрудний знак і грошова премія. Якщо переможцем у номінації є колектив авторів, то кожен член колективу отримує диплом і нагрудний знак, а грошова премія ділиться порівну між ними.
Урочисте вручення дипломів, нагрудних знаків і грошових винагород переможцям відбувається з нагоди святкування Дня Києва в Колонній залі Київської міської державної адміністрації або в інших місцях, що є осередками культури столиці. Імена переможців премії публікуються в засобах масової інформації. Премія присуджується митцеві тільки один раз.

### Журі
У різний час до складу журі входили: Журавський Віталій Станіславович, Чепелик Володимир Андрійович, Зоріна Світлана Іванівна, Лубченко Ігор Федорович, Савченко Борис Іванович, Станкович Євген Федорович,
Танюк Леонід Степанович, Шевченко Євген Ігорович, Яворівський Володимир Олександрович.

### Лауреати

#### 2005
- У галузі літератури: Таран Людмила Василівна.

#### 2007[4]
- У галузі літератури: Васильківський Олександр Олексійович (за книгу прози «Число сатани»).
- У галузі кіномистецтва:
  - Кошман Надія Вікторівна (за створення короткометражного ігрового фільму «Світлячки» та науково-пізнавального фільму «Рай»);
  - за науково-пізнавальний, просвітницький фільм «Іван Франко», творчий колектив у складі: Жолдака Богдана Олексійовича — автора сценарію; Лєбєдєва Михайла Геннадійовича — режисера-оператора; Степаненко Світлани Іванівни — автора сценарію.
- У галузі музичної композиції: Ківа Олег Пилипович (за камерні твори 2005—2006 років).
- У галузі театрального мистецтва: Богданович Олексій Володимирович (за створення впродовж 2004—2006 років на високому художньому рівні ролей, які здобули визнання широкого кола глядачів та мистецької громадськості м. Києва та України)
- У галузі образотворчого мистецтва: Зикунов Петро Олександрович (за серію робіт «Храми України», «Кримські краєвиди», «Житомирщина» та перемогу в конкурсі Національної спілки художників України).
- У галузі народного декоративного мистецтва: Нечипоренко Сергій Григорович (за серію мистецьких творів художнього ткацтва).

#### 2010
- У галузі літератури:
- У галузі кіномистецтва:
- У галузі музичної композиції:
- У галузі театрального мистецтва:
- У галузі образотворчого мистецтва:
- У галузі журналістики:
- У галузі народного декоративного мистецтва:

#### 2011[5]
- У галузі літератури: Чорногуз Олег Федорович (за книжку прози «Примхи долі»).
- У галузі кіномистецтва: Кадочникова  Лариса  Валентинівна (за видатний внесок в українське й світове кіномистецтво, популяризацію творчості Івана Миколайчука та фільмів вітчизняного виробництва).
- У галузі музичної композиції: Чембержі  Михайло  Іванович (за музичні твори 2009—2010 років).
- У галузі театрального мистецтва: Хостікоєв  Анатолій  Георгійович (за вагомий особистий внесок у розвиток українського театрального мистецтва).
- У галузі образотворчого мистецтва: Ольхов Олександр Васильович (за серію живописних творів 2009—2010 років).
- У галузі журналістики: Жадько Віктор Олексійович (за високу професійну майстерність, висвітлення культурного й соціального розвитку Києва).
- У галузі народного декоративного мистецтва: Скицюк  Олена  Іванівна (за серію творів 2008—2010 років).

#### 2014[6]
- У галузі літератури: Чубач Ганна Панасівна (за поетичну збірку «Радість висоти», 2012).
- У галузі кіномистецтва: Томашпольський Дмитро Львович (за документальний фільм «Лариса Кадочникова. Автопортрет», 2013).
- У галузі музичної композиції: Алексійчук Ірина Борисівна (за кантату-містерію «Колискові очерету» для солістів, мішаного хору та симфонічного оркестру у п'яти частинах, друга редакція, 2013).
- У галузі театрального мистецтва: Яблонська Галина Гілярівна (за роль Олесі Богданівни у виставі «Самотня Леді»).
- У галузі образотворчого мистецтва: Недайборщ Володимир Володимирович (за твори «Спас», «Богородиця з немовлям», 2011; розпис в інтер'єрі «Тріумф гармонії», 2012).
- У галузі журналістики: Шевченко Сергій Володимирович (за збірник «Розвіяні міфи», 2011; серію публікацій «Київ Золотоверхий», «Свідомий киянин», «Соловецький реквієм», 2013).
- У галузі народного декоративного мистецтва: Корнієнко Валентина Іллівна (за серію творів «Жінки мого року» та «Пори року», 2011—2013).

#### 2015[7]
- У галузі літератури: Василашко Василь Федорович (за поетичну збірку «Заговори, щоб я тебе побачив», 2013—2014).
- У галузі кіномистецтва: за документальний фільм «Ігор Шамо. Постлюдія» 2014 року Лазаревська Юлія Леонідівна — автор сценарію, режисер і художник фільму; Мандрич Микола Олександрович — оператор фільму.
- У галузі музичної композиції: Іщенко Юрій Якович (за мега-цикл з трьох великих симфонічних творів «Хваліте Господа з небес», «Душе моя», «Херувимська», 2012).
- У галузі театрального мистецтва: Задніпровський Олександр Михайлович (за роль Хоми Кичатого у виставі «Назар Стодоля» за Тарасом Шевченком).
- У галузі образотворчого мистецтва: Ковтун Ольга Сергіївна (за твори «Свято», 2013; «На ковзанах», 2013; «Подружки», 2014).
- У галузі журналістики: Бондар Юрій Володимирович (за серію публікацій останніх трьох років).
- У галузі народного декоративного мистецтва: Тодорчук Сергій Валерійович (за серію творів «Козацький посуд», 2012—2014).

#### 2017[8]
- У галузі літератури: Фольварочний Василь Іванович — письменник.
- У галузі кіномистецтва: Зінов'єва Світлана Людомирівна — сценарист, продюсер; Маслобойщиков Сергій Володимирович — кінорежисер.
- У галузі музичної композиції: Яковчук Олександр Миколайович — композитор.
- У галузі театрального мистецтва: Бистрова (Підлужна) Алла Антонівна — театрознавець, журналіст.
- У галузі образотворчого мистецтва: Зайченко Георгій Григорович — художник-живописець.
- У галузі журналістики: Малієнко Алла Миколаївна — журналіст.
- У галузі народного декоративного мистецтва: Павленко Раїса Анатоліївна — майстер соломоплетіння.
- У галузі хореографічного мистецтва: Яценко Ольга Леонідівна — хореограф.

#### 2019[9]
- У галузі літератури: Слабошпицький Михайло Федотович (за книги «Протирання дзеркала», 2017; «Тіні в дзеркалі», 2018).
- У галузі кіномистецтва: Лисецький Сергій Опанасович (за вагомий внесок у скарбницю вітчизняного кінематографа, багаторічну плідну роботу по підготовці молодих кадрів кінооператорів).
- У галузі музичної композиції: Гронський Володимир Петрович (за музику до документального кінофільму «Серце мами. Гонгадзе», 2016; до художніх фільмів «Таємний щоденник Симона Петлюри», 2017; «Передчуття», 2018).
- У галузі театрального мистецтва: за вистави «Графиня Маріца» Імре Кальмана (2016), «Севільський цирульник» Джоаккіно Россіні (2017), «Скрипаль на даху» Джеррі Бока (2018): Струтинський  Богдан Дмитрович — режисер-постановник, Литвиненко Святослав Іванович — диригент-постановник, Прокопенко Вадим Валерійович — балетмейстер-постановник.
- У галузі образотворчого мистецтва: Бринюк Світлана Петрівна (за роботи: диптих «Той, що хотів попередити», 2018, «Одного разу в Турині», 2018, «Іди, іди дощику», 2018).
- У галузі журналістики: Проненко Володимир Григорович (за книгу «Що серцем сприйняв», 2017).
- У галузі народного декоративного мистецтва: за серію творів «Традиційні писанки Київщини та писанки за розписами давніх храмів часів Київської Русі» (2016—2018): Влененко Тетяна Вікторівна, Ктіторова Любов Григорівна.
- У галузі хореографічного мистецтва: Гутник Ірина Миколаївна (за хореографічну композицію «Пливи, вінок», 2016).
- У галузі циркового мистецтва: за естрадно-циркову шоу-виставу «Академія Бешкетників» (2018): Корнієнко Владислав Вікторович — автор ідеї та проєкту, Гумарова Вероніка Володимирівна — арт-директор, режисер-організатор шоу-вистави, Недзельський Роман Стефанович — музичний продюсер-постановник.

#### 2021[10]
- У галузі літератури не присуджувалась.
- У галузі кіномистецтва: за документальний фільм «Базиль» створений у 2019 році: Ширман Роман Натанович — режисер, сценарист; Случевський Семен Олександрович — сценарист; Степанов Олексій Валерійович — оператор.
- У галузі музичної композиції: Загайкевич Алла Леонідівна (за музику до фільму «Штурмові ночі», 2019; музику до мультимедійної інсталяції «Кіра Кіраліна», музику до фільму «Людина з Арану», 2020).
- У галузі театрального мистецтва: Жураківська Олеся Вікторівна (за ролі у виставах «Розлучник» Йона Сапдару, 2018; «Схід-Захід», 2018; моновиставі «Усі найкращі речі», 2020).
- У галузі образотворчого мистецтва: Криволап Ганна Анатоліївна (за серію живописних творів «Столиці світу», 2018—2020).
- У галузі журналістики: Прокопчук Станіслав Федорович (за книгу «На перехресті століть. У пошуках прозріння», 2019).
- У галузі народного декоративного мистецтва: Музиченко Тетяна Іванівна (за серію творів «Традиційні тарелі Київщини», 2018—2019).
- У галузі хореографічного мистецтва: Шкоріненко Валерій Олександрович (за хореографічну постановку «Сиртакі», 2019).
- У галузі циркового мистецтва: Резницький Марк Йосипович (за постановочно-музичну складову циркових вистав та новаторський підхід використання джазового оркестру в циркових виставах: «Маятник часу», 2019; «Мандри Задзеркаллям», 2019; «Африка», 2020; «День народження. Свято цирку», 2020; «Еколібрум», 2020; «Дива Різдва», 2020).

#### 2023[11]
- У галузі літератури: Павлюк Ігор Зиновійович (за книгу «Вакуум», 2022).
- У галузі кіномистецтва: Джишиашвілі Олена Володимирівна (за документальний фільм «Плай», 2021).
- У галузі музичної композиції: Зажитько Сергій Іванович (за музичні твори «Попурі на теми з музики Ніно Рота», 2020; «Заповіт», 2021; «Вокальний диптих», 2022; «Солдате мій», 2022).
- У галузі театрального мистецтва: Нищук Євген Миколайович (за ролі Михайла Гурмана в постановці «Украдене щастя» Івана Франка, 2020; Крістіана де Невільєта в постановці «Сірано де Бержерак» за мотивами п'єси Едмона Ростана, 2020; Альфредо Трапса у виставі «Аварія»/«Зупинка на дорозі» за мотивами п'єси Фрідріха Дюрренматта, 2021),
- У галузі образотворчого мистецтва: Вакуленко Юрій Євгенович (за триптих «Архангели. Слово», 2020—2021).
- У галузі журналістики: Цаплієнко Андрій Юрійович (за висвітлення трагічних подій російської агресії проти України).
- У галузі народного декоративного мистецтва: Кривонос Марина Чангарівна (за серію творів «Декоративна скульптура Київщини», 2020—2022).
- У галузі хореографічного мистецтва: Демещук Андрій Сергійович (за хореографічну постановку «Українська полька», 2022).
- У галузі циркового мистецтва: Рибченко Олег Якович (за цирковий номер «Українська ніч», 2021).

#### 2024[12]
- У галузі літератури: Демиденко Андрій Петрович (за книгу «Я — Київ! Я — серце свободи!», 2023).
- У галузі кіномистецтва: за повнометражний ігровий фільм «Ти мене любиш?» 2023 року: Буковська Анастасія Сергіївна — продюсер, Ноябрьова Антоніна Іллівна — автор сценарію, режисер.
- У галузі музичної композиції: Алмаші Золтан Гаврилович (за твори «Місто Марії» для струнного оркестру, 2022; «Камерна кантата» для скрипки і струнних, 2-га редакція, 2022).
- У галузі театрального мистецтва: Уривський Іван Сергійович (за вистави «Пер Гюнт» за п'єсою Генріка Ібсена, 202; «Безталанна» за однойменною п'єсою Івана Карпенка-Карого, 2021; «Калігула» за однойменною п'єсою Альберта Камю, 2022; «Конотопська відьма» за п'єсою Григорія Квітки-Основ'яненка, 2023).
- У галузі образотворчого мистецтва: Кутняк Руслан Олександрович (за живописні твори «Зима (Українська плащаниця)», 2021; «Весна 2022—2023 (Українська плащаниця)», 2023; «Літо 2022—2023 (Українська плащаниця)», 2023; «Рашист пролетів (Осінь. Українська плащаниця)», 2023; «Соняшники у селянському вбранні», 2022, «Де правда, там і щастя», 2023).
- У галузі журналістики: Зайцева Ірина Анатоліївна (за серію творів «Сорочка для захисника», 2021—2023).
- У галузі народного декоративного мистецтва: Михайлюта Олександр Олександрович (за документальну книгу "Воїни «Антимафії», 2021).
- У галузі хореографічного мистецтва: Синєок Віра Андріївна (за хореографічну композицію «На сивих теренах Дніпра», 2023)
- У галузі циркового мистецтва: за постановку мистецького проєкту «ДивоЦирк. VІІ Міжнародний фестиваль-конкурс циркового та естрадного мистецтв. Галашоу», 2023: Завада Людмила Володимирівна — репетитор циркових номерів проєкту, Книш Павло Петрович — куратор проєкту, Підгурська Тамара Ізмайлівна — член режисерсько-постановочної групи проєкту.

## Виноски
1. ↑  Розпорядження Київської міської держаної адміністрації № 410 від 11 березня 2001 року[1].
2. ↑  У першій редакції Положення про премію дозволялось висувати до 5 чоловік претендентів на премію.
3. ↑  Номінація додана 2007 року[3].
4. ↑  Номінація додана 2017 року[3].
5. ↑  Номінація додана 2018 року[3].
6. ↑  Місцями вручення були також Музей історії Києва, Київська муніципальна академія естрадного і циркового мистецтва.
7. ↑  У перші роки існування премії митці за особливо великі заслуги в області літератури і мистецтва могли одержувати премію повторно.